# Hudební cena Léonie Sonning
Hudební cena Léonie Sonning je dánská hudební cena, považována za nejvyšší dánské hudební ocenění. Uděluje se každoročně nejlepšímu mezinárodnímu hudebnímu skladateli nebo hudebníkovi.
Prvně byla v roce 1959 udělena Igorovi Stravinskému. V současnosti laureáty vybírají ředitelé The Léonie Sonning Music Foundation (Hudební nadace Léonie Sonning), založené v roce 1965.
Diplom ceny je v dánštině a cena je honorována sumou 600.000 dánských korun (přibližně dva miliony českých korun). Součástí ceny je monotyp, který vytvořila dánská malířka Maja Lisa Engelhardt. Ocenění jsou zvaní na koncert, pořádaný typicky v Kodani a jsou vybídnuti k výuce nejlepších dánských hudebníků.
Ocenění nemá přímou souvislost s jinou cenou, Sonning Prize, což je dánské ocenění udělované nadací na památku posledního manžela Sonningové, Carla Johanna Sonninga.

## Laureáti
- 1959 –  Igor Fjodorovič Stravinskij
- 1965 –  Leonard Bernstein
- 1966 –  Birgit Nilsson
- 1967 –  Witold Lutosławski
- 1968 –  Benjamin Britten
- 1969 –  Boris Christoff
- 1970 –  Sergiu Celibidache
- 1971 –  Arthur Rubinstein
- 1972 –  Yehudi Menuhin
- 1973 –  Dmitrij Šostakovič
- 1974 –  Andrés Segovia
- 1975 –  Dietrich Fischer-Dieskau
- 1976 –  Mogens Wöldike
- 1977 –  Olivier Messiaen
- 1978 –  Jean-Pierre Rampal
- 1979 –  Janet Baker
- 1980 –  Marie-Claire Alainová
- 1981 –  Mstislav Rostropovič
- 1982 –  Isaac Stern
- 1983 –  Rafael Kubelík
- 1984 –  Miles Davis
- 1985 –  Pierre Boulez
- 1986 –  Svjatoslav Richter
- 1987 –  Heinz Holliger
- 1988 –  Peter Schreier
- 1989 –  Gidon Kremer
- 1990 –  György Ligeti
- 1991 –  Eric Ericson
- 1992 –  Georg Solti
- 1993 –  Nikolaus Harnoncourt
- 1994 –  Krystian Zimerman
- 1995 –  Jurij Bašmet
- 1996 –  Per Nørgård
- 1997 –  András Schiff
- 1998 –  Hildegard Behrens
- 1999 –  Sofia Gubajdulina
- 2000 –  Michala Petri
- 2001 –  Anne-Sophie Mutter
- 2002 –  Alfred Brendel
- 2003 –  György Kurtág
- 2004 –  Keith Jarrett
- 2005 –  John Eliot Gardiner
- 2006 –  Yo-Yo Ma
- 2007 –  Lars Ulrik Mortensen
- 2008 –  Arvo Pärt
- 2009 –  Daniel Barenboim
- 2010 –  Cecilia Bartoli
- 2011 –  Kaija Saariaho
- 2012 –  Jordi Savall
- 2013 –  Simon Rattle
- 2014 –  Martin Fröst
- 2015 –  Thomas Adès
- 2016 –  Herbert Blomstedt
- 2017 –  Leonidas Kavakos
- 2018 –  Mariss Jansons
- 2019 –  Hans Abrahamsen
- 2020 –  Barbara Hannigan
- 2021 –  Unsuk Chin
- 2022 –  Pierre-Laurent Aimard
- 2023 –  Evelyn Glennie
- 2024 –  Emmanuel Pahud